# Enat
Enat (hebr. עינת) – kibuc położony w samorządzie regionu Derom ha-Szaron, w Dystrykcie Centralnym, w Izraelu.
Leży na granicy równiny Szaron i Szefeli w otoczeniu miast Petach Tikwa i Rosz ha-Ajin, kibucu Giwat ha-Szelosza, oraz moszawów Kefar Sirkin, Nachszonim i Mazor. Na zachód od kibucu znajduje się baza sił powietrznych Izraelskich Sił Obronnych Kefar Sirkin. Na wschód od kibucu znajduje się granica Autonomii Palestyńskiej, strzeżona przez mur bezpieczeństwa. Po stronie palestyńskie jest arabska wieś Dajr Ballut.
Członek Ruchu Kibuców (Ha-Tenu’a ha-Kibbucit).

## Historia
Kibuc został założony w 1952 przez mieszkańców kibuców Giwat ha-Szelosza i Ramat ha-Kowesz.

## Kultura i sport
W kibucu jest ośroedk kultury, boisko do piłki nożnej oraz basen pływacki.

## Gospodarka
Gospodarka kibucu opiera się na rolnictwie.
We wschodniej części kibucu znajduje się strefa przemysłowa. Swoją siedzibę ma tutaj między innymi amerykańska firma logistyczna Global Logistics Ltd.. Firma D.G Import Ltd. dostarcza kompletny osprzęt akwarystyczny.

## Komunikacja
Na zachód od kibucu przebiega autostrada nr 6, brak jednak możliwości bezpośredniego wjazdu na nią. Z kibucu wyjeżdża się na północ na drogę nr 444 , którą jadąc na południe dojeżdża się do moszawu Nachszonim i węzła drogowego z autostradą nr 6, lub jadąc na północ dojeżdża się do miasta Rosz ha-Ajin, drogi nr 483 , a następnie do węzła drogowego z autostradą nr 6 i autostradą nr 5  (Tel Awiw–Ari’el).